# 本尼·永贝克
本尼·永贝克（瑞典語：Benni Ljungbeck，1958年7月20日—），瑞典男子摔跤运动员。他曾代表瑞典参加1980年、1984年和1988年夏季奥林匹克运动会摔跤比赛，其中在1980年奥运会获得一枚铜牌。